# Distenia solangeae
Distenia solangeae là một loài bọ cánh cứng trong họ Cerambycidae.